# Darwin (unité)
Pour les articles homonymes, voir Darwin.
Le darwin, de symbole d, est une unité de mesure servant à l'estimation d'un changement dû à l'évolution. Elle a été inventée par J.B.S. Haldane en 1949. Un darwin est égal à environ 2,718 changements d'un caractère en un million d'années. Haldane l'a nommée en l'honneur de Charles Darwin.

## Équation
L'équation pour calculer un changement dû à l'évolution en darwins ({\displaystyle r}) est :
{\displaystyle r={\frac {{\rm {ln}}X_{2}-{\rm {ln}}X_{1}}{\Delta t}}}
où {\displaystyle X_{1}} et {\displaystyle X_{2}} sont les valeurs initiale et finale du caractère et {\displaystyle \Delta t} est un multiple d'un million d'années. Puisque la différence entre deux logarithmes est un rapport sans unité, le caractère peut être mesuré dans n'importe quelle unité de mesure. 
Cette équation est équivalente à :
{\displaystyle r={\frac {{\rm {ln}}{\frac {X_{2}}{X_{1}}}}{\Delta t}}}

## Application
Cette mesure est surtout utile en paléontologie, où les changements macroévolutifs des fossiles peuvent être comparés. C'est une mesure indirecte, car elle s'appuie sur des données phénotypiques plutôt que des données génotypiques. Le darwin mesure seulement l'évolution d'un caractère plutôt qu'une lignée : la plupart des caractères changent à un rythme différent dans une lignée. L'évolution des caractères peut cependant servir à inférer indirectement l'évolution de lignées.